# Quercus celtica
Quercus celtica là một loài thực vật có hoa trong họ Cử. Loài này được F.M.Vázquez & al. mô tả khoa học đầu tiên năm 2003.